# Tennys Sandgren
Tennys Sandgren (Gallatin, 22 juli 1991) is een Amerikaanse tennisspeler. Hij heeft één ATP-toernooi gewonnen. Hij heeft drie challengers in het enkelspel en zeven challengers in het dubbelspel op zijn naam staan.

## Palmares
| Legenda                       | Legenda               |
| ----------------------------- | --------------------- |
| Grand Slam                    |                       |
| Olympische Spelen             |                       |
| tot 2009                      | vanaf 2009            |
| Tennis Masters Cup            | ATP Finals            |
| ATP Masters Series            | ATP Tour Masters 1000 |
| ATP International Series Gold | ATP Tour 500          |
| ATP International Series      | ATP Tour 250          |

### Enkelspel
| Nr.                  | Datum            | Toernooi     | Ondergrond    | Tegenstander in finale | Score            | Details |
| -------------------- | ---------------- | ------------ | ------------- | ---------------------- | ---------------- | ------- |
| Gewonnen finales     |                  |              |               |                        |                  |         |
| 1.                   | 12 januari 2019  | ATP Auckland | Hardcourt     | Cameron Norrie         | 6-4, 6-2         | Details |
| Verloren finales     |                  |              |               |                        |                  |         |
| 1.                   | 15 april 2018    | ATP Houston  | Gravel        | Steve Johnson          | 6-7(2), 6-2, 4-6 | Details |
| Gewonnen challengers |                  |              |               |                        |                  |         |
| 1.                   | 11 november 2013 | Champaign    | Hardcourt (I) | Samuel Groth           | 3-6, 6-3, 7-6(4) |         |
| 2.                   | 20 februari 2017 | Tempe        | Hardcourt     | Nikola Milojevic       | 4-6, 6-0, 6-3    |         |
| 3.                   | 7 mei 2017       | Savannah     | Gravel        | Joao Pedro Sorgi       | 6-4, 6-3         |         |

### Mannendubbelspel
| Nr.                              | Datum             | Toernooi          | Ondergrond    | Partner         | Tegenstanders in finale       | Score                  | Details |
| -------------------------------- | ----------------- | ----------------- | ------------- | --------------- | ----------------------------- | ---------------------- | ------- |
| Verloren finales herendubbel     |                   |                   |               |                 |                               |                        |         |
| 1.                               | 24 augustus 2019  | ATP Winston-Salem | Hardcourt     | Nicholas Monroe | Łukasz Kubot Marcelo Melo     | 7-6(6), 1-6, [3-10]    | Details |
| Gewonnen challengers herendubbel |                   |                   |               |                 |                               |                        |         |
| 1.                               | 1 oktober 2012    | Sacramento        | Hardcourt     | Rhyne Williams  | Devin Britton Austin Krajicek | 4-6, 6-4, [12-10]      |         |
| 2.                               | 29 april 2013     | Tallahassee       | Gravel        | Austin Krajicek | Greg Jones Peter Polansky     | 1-6, 6-2, [10-8]       |         |
| 3.                               | 16 september 2013 | İzmir             | Hardcourt     | Austin Krajicek | Brydan Klein Dane Propoggia   | 7-6(4), 6-4            |         |
| 4.                               | 30 december 2013  | Nouméa            | Hardcourt     | Austin Krajicek | Ante Pavić Blaž Rola          | 7-6(4), 6-3            |         |
| 5.                               | 5 januari 2015    | Nouméa            | Hardcourt     | Austin Krajicek | Jarmere Jenkins Bradley Klahn | 7-6(2), 6-7(5), [10-5] |         |
| 6.                               | 8 november 2015   | Charlottesville   | Hardcourt (i) | Chase Buchanan  | Peter Polansky Adil Shamasdin | 3-6, 6-4, [10-5]       |         |
| 7.                               | 19 november 2016  | Champaign         | Hardcourt (i) | Austin Krajicek | Liam Broady Luke Bambridge    | 7-6(4), 7-6(2)         |         |

## Resultaten grote toernooien
| Legenda | Legenda                          |
| ------- | -------------------------------- |
| g.t.    | geen toernooi gehouden           |
| l.c.    | lagere categorie                 |
| –       | niet deelgenomen                 |
| G       | uitgeschakeld in de groepsfase   |
| 1R      | uitgeschakeld in de eerste ronde |
| 2R      | uitgeschakeld in de tweede ronde |
| 3R      | uitgeschakeld in de derde ronde  |
| 4R      | uitgeschakeld in de vierde ronde |
| KF      | uitgeschakeld in de kwartfinale  |
| HF      | uitgeschakeld in de halve finale |
| F       | de finale verloren               |
| W       | het toernooi gewonnen            |
| w-v     | winst/verlies-balans             |

### Enkelspel
| grandslamtoernooien  |      |      |      |      |    |
| Australian Open      | –    | KF   | 1R   | KF   | 1R |
| Roland Garros        | 1R   | 1R   | 1R   | 2R   | 1R |
| Wimbledon            | –    | 1R   | 4R   | g.t. | 2R |
| US Open              | 1R   | 2R   | 3R   | 1R   |    |
| ATP Masters 1000     |      |      |      |      |    |
| Indian Wells         | –    | 2R   | 1R   | g.t. |    |
| Miami                | –    | 1R   | 1R   | g.t. | 2R |
| Monte Carlo          | –    | 1R   | –    | g.t. | –  |
| Madrid               | –    | 1R   | –    | g.t. | –  |
| Rome                 | –    | –    | –    | 1R   | –  |
| Montreal/Toronto     | –    | –    | –    | g.t. |    |
| Cincinnati           | –    | –    | –    | 3R   |    |
| Shanghai             | –    | –    | –    | g.t. |    |
| Parijs               | –    | –    | –    | 1R   |    |
| olympisch            |      |      |      |      |    |
| Olympische Spelen    | g.t. | g.t. | g.t. | g.t. | 1R |
| statistieken         |      |      |      |      |    |
| totaal aantal titels | 0    | 0    | 1    | 0    | 0  |
| eindejaarsranking    | 96   | 61   | 68   | 49   |    |

### Dubbelspel
| toernooi             | 2014 | 2015 | 2016 | 2017 | 2018 | 2019 | 2020 | 2021 |
| -------------------- | ---- | ---- | ---- | ---- | ---- | ---- | ---- | ---- |
| grandslamtoernooien  |      |      |      |      |      |      |      |      |
| Australian Open      | –    | –    | –    | –    | –    | 1R   | 2R   | 2R   |
| Roland Garros        | –    | –    | –    | –    | 1R   | –    | 1R   | 2R   |
| Wimbledon            | –    | –    | –    | –    | –    | –    | g.t. | 1R   |
| US Open              | 1R   | –    | –    | –    | KF   | 1R   | –    |      |
| ATP Masters 1000     |      |      |      |      |      |      |      |      |
| (nog) geen deelnames |      |      |      |      |      |      |      |      |
| olympisch            |      |      |      |      |      |      |      |      |
| Olympische Spelen    | g.t. | g.t. | –    | g.t. | g.t. | g.t. | g.t. | HF   |
| statistieken         |      |      |      |      |      |      |      |      |
| totaal aantal titels | 0    | 0    | 0    | 0    | 0    | 0    | 0    | 0    |
| eindejaarsranking    | 316  | 194  | 347  | 444  | 152  | 261  | 229  |      |